# MTG Horst-Essen
Die MTG Horst-Essen – präziser Märkische Turngemeinde Horst 1881 e. V. – Essen – ist ein Sportverein aus Essen-Horst. Er besteht aus 14 Abteilungen und ist mit 3600 Mitgliedern der größte Breitensportverein in Essen (Stand 2019).

## Vereinsentwicklung
1881 wurde der Turn-Verein der Märkischen Gemeinden zu Horst bei Steele 1881 gegründet. 1923 hatte der Verein 142 vorwiegend jugendliche Mitglieder. 1926 wurde die Handballabteilung ins Leben gerufen, um 1930 folgten die Leichtathleten. Die 1930 gegründeter Fußballabteilung verließ 1931 die MTG und bildete den eigenen Verein 1. FC Eiberg. 1935 änderte der Verein seinen Namen in Märkische Turngemeinde Horst 1881 e.V. Während des Zweiten Weltkrieges kam der Sportbetrieb zum Erliegen. 1945 wurden die Turn- und Leichtathletiksparten wieder ins Leben gerufen.
Weiter Abteilungen und Gruppierungen folgten im Laufe der Zeit:
- Badminton (Gründung 1992)
- Basketball
- Beachvolleyball
- Behindertensport
- Bogenschießen
- Breitensport (Gründung 1963)
- Bujinkan
- Einrad - Tretroller
- Fußball
- Handball (Gründung 1926)
- Herzsport
- Kanusport
- KinderSportSchule (Gründung 2003)
- Leichtathletik
- Schwimmen
- Skisport (Gründung 1997)
- Taekwondo
- Tischtennis (Gründung 1972)
- Turnen
- United Sports (Gründung 2008)
- Volleyball (Gründung 1976)

- Rollstuhltanz: es gibt eine Rollstuhltanzgruppe im Breitensport. Einige Paare bestreiten auch Wettkämpfe oder/und gehören der vereinsübergreifenden Formation NRWheelers an.[2]

## Tischtennis
Zwar wurde schon von Aktivitäten aus dem Jahr 1941 berichtet, aber offiziell wurde die Tischtennisabteilung 1972 gegründet. Ein Jahr später trat man dem Westdeutschen Tischtennisverband WTTV bei. In der Saison 1979/80 waren 13 Mannschaften aktiv, 1988 hatte die Abteilung 166 Mitglieder. Nach mehreren Aufstiegen unter der Regie des Managers und Sponsors Heinz Backhaus erreichte die erste Herrenmannschaft 1991 die 2. Bundesliga. Drei Jahre später wurden Petr Korbel, Christian Franzel, Tommy Danielsson, Manfred Nieswand, Frank Backhaus, Matthias Hüttemann, Michael Höhl und Frank Wolter hier Meister und stiegen in die 1. Bundesliga auf.
Die Tischtennis-Herrenmannschaft spielte in der Saison 1995/96 in der Bundesliga. Diese musste man jedoch ein Jahr später wieder verlassen. 1997 wurde die Mannschaft aus finanziellen Gründen zurückgezogen.
In der Saison 2010/11 sind sechs Herren-, eine Damen- und fünf Nachwuchsmannschaften gemeldet, wobei die erste Herrenmannschaft in der Verbandsliga spielt.
Bekannte Spieler
- Frank Backhaus (1991–1997)
- Tommy Danielsson (1994–1996)
- Christian Franzel (1994–1996)
- Matthias Hüttemann (1994–1995)
- Stefan Lieck (1992–1993) (Sohn von Wilfried Lieck)
- Manfred Nieswand (1991–1997)
- Thomas Roßkopf (1996–1997)
- Klaus Solka (1991–????)
- Kurt Stadie (1989, † 1991)
- Richard Výborný (1992–1994) (CSSR-Nationalspieler)
- Armin Wlosik (1993–1994)
- Zhou Xiaioyong (1996–1997)